# 劉以修
劉以修，號九一，四川阆中人，明朝政治人物、进士出身。

## 生平
崇禎九年丙子科舉人，十三年（1640年）庚辰科进士，刑部观政，后授福清县知县。